# 싱가포르 국립 대학
싱가포르 국립 대학(新加坡國立大學, 영어: National University of Singapore, 약칭: 國大 혹은 NUS)은 1905년에 설립된 싱가포르의 가장 오래된 국립 대학이다. 세계경제포럼이 2025년 선정한 세계 최상위 100대 대학 중  8위이며 싱가포르 남서부 지역에 메인 캠퍼스를 두고 있다.

## 역사
1904년 9월 중국계 싱가포르인들과 기타 비유럽인 단체의 대표들이 당시 해협 식민지의 총독이었던 존 앤더슨 경에게 싱가포르에 의학 대학을 설립해 줄 것을 청원하였다. 해협 식민지의 중국-영국 협회 초대 의장이 87,077달러의 기금을 모았었는데, 그중 가장 큰 금액인 12,000달러는 자신이 부담한 것이었다. 1905년 7월 3일, The Straits and Federated Malay States Government Medical School라는 이름으로 첫 의학 대학이 설립되었다. 또 1912년 의학 대학은 에드워드 7세 추모 기금으로부터 12만달러를 기부받아 이어 1913년에 학교 이름이 킹 에드워드 7세 의학교 (King Edward VII Medical School) 로 바뀌었고, 1921년에 다시 학교의 학술적 지위를 고려하여 킹 에드워드 7세 의과 대학(King Edward VII College of Medicine)으로 명칭이 다시 바뀌었다. 1929년에는 예술과 사회과학 교육 및 연구를 위해 래플스 대학이 세워졌다.
타임라인:
- 1905년，해협 식민지 및 말레이시아에 연방주립의학학교가 준비
- 1912년，킹 에드워드 7세 의과대학으로 개명
- 1949년，킹 에드워드 7세 의과대학 및 차이포스대학이 합병해 말레이시아 대학 설립
- 1955년，싱가포르 화교가 사단법인 난양 대학을 설립
- 1962년，말레이시아 대학의 싱가포르 캠퍼스
- 1980년，싱가포르 대학과 난양 대학이 합병해 싱가포르 국립 대학(新加坡国立大学, NUS) 설립

## 구조
- 법학부 (Faculty of Law)
- 공학부 (Faculty of Engineering)
- 이학부 (Faculty of Science)
- 컴퓨터학부 (School of Computing)
- 디자인환경학부 (School of Design and Environment)
- 의학부 (Yong Loo Lin School of Medicine)
- 치의학부 (Faculty of Dentistry)
- 경영학부 (Business School)
- 공공정책학부 (Lee Kuan Yew School of Public Policy)
- 인문사회학부 (Faculty of Arts and Social Sciences)
- 음악학부 (Yong Siew Toh Conservatory of Music)

## 대학 시설
캠퍼스
메인 캠퍼스는 싱가포르 서남부의 Kent Ridge 에 있다. 시청에서 12 km 떨어져 있으며，창이 국제공항까지는 차로 30분이 걸린다. 캠퍼스 북쪽은 AYE 고속도로，남쪽은 파시판장로(Pasir Panjang Rd)，서쪽은 Clementi Road, 동쪽은 South Buona Vista Road를 경계로 하고 있다. 캠퍼스가 있기 전 이 위치는 식민지 시대에 영국군이 주둔했던 Pasir Panjang 공군기지였다. 캠퍼스 구역은 Kent Ridge 언덕을 기준으로 크게 앞뒤가 나뉘는데，앞부분은 강의동，행정동，및 복지 시설들이 있으며, 뒷부분은 주로 대학원과 학생 아파트가 들어서 있다. 캠퍼스 옆에 싱가포르 과학단지 (Singapore Science Park) 및 국립대학병원 (National University Hospital) 이 붙어 있어 연구조건은 매우 편리하다. 또 남부 Pasir Panjang 항구에서 풍광도 즐길 수 있다.
메인 캠퍼스 외에도 2006년 9월에 신설된 부킷 티마 캠퍼스(Bukit Timah Campus)에는 법대가 있으며, 리콴유 공공정책 학부가 있는 캠퍼스가 신설된 후에는 두 지역을 연결하는 전용 버스가 운행되고 있다. 듀크-싱가포르국립대학 의학 전문 대학원은 Outram 캠퍼스에 있다.
기숙사
현재 9개의 학교 기숙사가 교내에 분포되어 있다. 개인실과 2인실 중에서 임의로 선택할 수 있으며, 대부분 모든 방에 침대, 옷장, 책장, 책꽂이 및 선풍기가 구비되어 있다. 또한 일부 방에는 화장실과 에어컨이 설치되어 있으며 각 방에 전화, TV, 인터넷 랜선이 설치되어 있다. 또 각 동에는 주방과 세탁기, 건조기가 구비된 세탁실이 있다. 각 학교 아파트마다 학생들과 교수들로 구성된 위원회가 있어 학생들의 기숙사 생활을 전문적으로 돌보고 있다.
- Eusoff Hall (1958년 설립된 전 유소프 학원；1988년 바뀜；345싱글룸；702인실）
- Kent Ridge Hall（1980년 설립；507 싱글룸)
- King Edward VII Hall （1957년 설립；1988년 현재의 위치로 옮김；350싱글룸；602인실）
- Raffles Hall （1958년 설립；1983년 현 위치로 옮김；213싱글룸；1282인실）
- Sheares Hall （1988년 설립；509싱글룸）
- Temasek Hall （1988년 설립；345싱글룸；702인실）
- Kuok Foundation House（203개 개인실）
- Prince George's Park Residences（2,854개 개인실）
- Ridge View Residences（593개 개인실；72개 2인실）

최근 캠퍼스 확장으로 지어진 University Town에는 Cinnamon College, Tembusu College, College of Alice & Peter Tan, Residential college 4, UTown Residence 총 5개의 기숙사가 신축되었으며 수영장, 식당, 체육관, 운동장, 독서실, 연구소 등을 포함한 여러 시설들이 추가되었다.
도서관
중앙도서관, 의학도서관, 과학도서관, 법률도서관을 포함한 6개의 도서관이 있으며 총 1,228,130권의 장서, 회원 62,345명, 연 122만권의 대출량을 보이고 있다(2004년 기준).
편의
캠퍼스에는 24GB/s 무선/유선 인터넷 네트워크가 구축되어 있다. 또한 교내 모든 구간에 무료 버스가 5~10분 간격으로 주말을 포함해 매일 운임되고 있다.

## 대학 순위
세계 3대 교육기준 평가기관 대학 순위
Quacquarelli Symonds (QS Rankings)
- 2025년: 세계 8위, 아시아 1위
Times Higher Education (THE Rankings)
- 2025년: 세계 17위, 아시아 3위
기타 순위
Global Employability University Ranking (세계 고용가능성 순위)
- 2025년: 세계 9위
US News World Ranking
- 2025년: 세계 20위(아시아 2위), 공학 세계 2위, 컴퓨터과학 세계 5위, 화학 세계 7위, 재료과학 세계 7위, 경영/경제 세계 15위

## 같이 보기
- 말라야 대학교